# Liste des routes d'État au Nebraska
Au Nebraska, le Nebraska Department of Transportation (NDOT) entretient un réseau de routes d'État. En plus des routes régulières, le réseau compte des routes collectrices reliant les routes à certains points précis. La plupart de ces routes ne sont pas indiquées.

## Liste des routes d'État
| Numéro | Longueur (mi) | Longueur (km) | Terminus sud / ouest                                                                         | Terminus nord / est                                                                                   | Créée | Notes                                        |
| ------ | ------------- | ------------- | -------------------------------------------------------------------------------------------- | --- | ----- | -------------------------------------------- |
| N-1    | 26,88         | 43,26         | US 34 près d'Elmwood                                                                         | US 34 / US 75 près de Murray                                                                          | 1926  |                                              |
| N-2    | 422,29        | 679,61        | SD 71 / N-71 à la frontière du Dakota du Sud près de Crawford US 77 à Lincoln                | I-80 près de Grand Island Iowa 2 à la frontière de l'Iowa à Nebraska City                             | 1925  | Route divisée en deux segments               |
| N-4    | 205,48        | 330,69        | US 6 / US 34 près d'Atlanta                                                                  | US 75 près de Dawson                                                                                  | 1926  |                                              |
| N-5    | 11,04         | 17,77         | US 136 à Deshler                                                                             | N-4 près de Davenport                                                                                 | 1933  |                                              |
| N-7    | 84,34         | 135,73        | N-91 à Brewster                                                                              | US 183 près de Springview                                                                             | 1926  |                                              |
| N-8    | 148,89        | 239,62        | N-14 à Superior                                                                              | US 73 à Falls City                                                                                    | 1960  |                                              |
| N-9    | 60,83         | 97,90         | US 275 près de West Point                                                                    | N-12 près de Ponca                                                                                    | 1926  |                                              |
| N-10   | 102,18        | 164,44        | K-8 près de Franklin                                                                         | N-58 / N-92 à Loup City                                                                               | 1925  |                                              |
| N-11   | 183,66        | 295,57        | I-80 / S-40D près de Wood River                                                              | SD 43 à la frontière du Dakota du Sud près de Butte                                                   | 1926  |                                              |
| N-12   | 231,26        | 372,18        | US 83 à Valentine                                                                            | US 20 près de Jackson                                                                                 | 1925  |                                              |
| N-13   | 48,54         | 78,12         | US 81 près de Hadar                                                                          | N-84 près de Center                                                                                   | 1944  |                                              |
| N-14   | 203,53        | 327,55        | K-14 à la frontière du Kansas près de Superior                                               | SD 37 à la frontière du Dakota du Sud près de Niobrara                                                | 1925  |                                              |
| N-15   | 210,11        | 338,14        | K-15 à la frontière du Kansas près de Fairbury                                               | SD 19 à la frontière du Dakota du Sud près de Maskell                                                 | 1925  |                                              |
| N-16   | 28,15         | 45,30         | N-51 près de Bancroft                                                                        | N-35 près de Wakefield                                                                                | 1936  |                                              |
| N-17   | 17,43         | 28,05         | K-117 à la frontière du Kansas près de McCook                                                | US 6 / US 34 à Culbertson                                                                             | 1925  |                                              |
| N-18   | 39,01         | 62,78         | N-23 à Curtis                                                                                | US 283 près d'Elwood                                                                                  | 1976  | Le segment est de cette route est en gravier |
| N-19   | 10,91         | 17,56         | CO 113 à la frontière du Colorado près de Lorenzo                                            | US 30 près de Sidney                                                                                  | 1925  |                                              |
| N-21   | 73,37         | 118,08        | N-23 près d'Eustis                                                                           | N-2 / N-92 à Broken Bow                                                                               | 1925  |                                              |
| N-22   | 89,25         | 143,63        | N-70 près d'Ord                                                                              | US 81 près de Columbus                                                                                | 1934  |                                              |
| N-23   | 159,91        | 257,35        | CO 23 à la frontière du Colorado à Venango                                                   | US 6 / US 34 à Holdrege                                                                               | 1932  |                                              |
| N-24   | 10,38         | 16,70         | US 275 / N-35 à Norfolk                                                                      | N-57 à Stanton                                                                                        | 1933  |                                              |
| N-25   | 87,56         | 140,91        | K-25 à la frontière du Kansas près de Trenton                                                | US 30 à Sutherland                                                                                    | —     |                                              |
| N-25A  | 6,03          | 9,70          | US 6 à Palisade                                                                              | N-25 près de Palisade                                                                                 | 1960  |                                              |
| N-27   | 96,61         | 155,48        | K-27 à la frontière du Kansas près de Haigler I-80 près de Chappell N-2 à Ellsworth          | US 34 in Haigler US 26 à Oshkosh SD 391 à la frontière du Dakota du Sud près de Gordon                | 1933  | Route divisée en trois segments              |
| N-29   | 55,81         | 89,82         | US 26 à Mitchell                                                                             | US 20 à Harrison                                                                                      | 1925  |                                              |
| N-31   | 36,33         | 58,47         | N-50 près de Louisville                                                                      | US 30 près de Kennard                                                                                 | 1926  |                                              |
| N-32   | 100,93        | 162,43        | N-14 à Petersburg                                                                            | US 75 à Tekamah                                                                                       | 1926  |                                              |
| N-33   | 25,56         | 41,13         | US 6 / N-15 près de Dorchester                                                               | US 77 près de Roca                                                                                    | 1926  |                                              |
| N-35   | 69,51         | 111,87        | US 275 / N-24 à Norfolk                                                                      | US 75 / US 77 à Dakota City                                                                           | 1926  |                                              |
| N-36   | 23,70         | 38,14         | Reichmuth Road près de Fremont                                                               | US 75 à Omaha                                                                                         | 1926  |                                              |
| N-39   | 42,05         | 67,67         | N-92 près d'Osceola                                                                          | N-14 près d'Albion                                                                                    | 1926  |                                              |
| N-40   | 85,72         | 137,95        | N-92 à Arnold                                                                                | N-10 près de Kearney                                                                                  | 1926  |                                              |
| N-41   | 103,57        | 166,68        | N-14 / S-18D à Clay Center                                                                   | N-50 près de Tecumseh                                                                                 | 1926  |                                              |
| N-43   | 30,22         | 48,63         | N-41 près d'Adams                                                                            | US 34 à Eagle                                                                                         | 1926  |                                              |
| N-44   | 31,51         | 50,71         | N-4 près de Wilcox                                                                           | US 30 à Kearney                                                                                       | 1926  |                                              |
| N-45   | 27,08         | 43,58         | N-91 près de Newman Grove                                                                    | US 275 à Tilden                                                                                       | 1974  |                                              |
| N-46   | 12,00         | 19,31         | N-89 près de Stamford                                                                        | US 6 / US 34 près d'Oxford                                                                            | 1926  |                                              |
| N-47   | 52,14         | 83,91         | N-89 près de Wilsonville N-23 près de Farnam                                                 | US 6 / US 34 à Cambridge N-40 près d'Arnold                                                           | 1926  | Route divisée en deux segments               |
| N-50   | 91,45         | 147,17        | K-63 près de Du Bois                                                                         | US 275 / N-92 à Omaha                                                                                 | 1932  |                                              |
| N-51   | 36,63         | 58,95         | US 275 près de Wisner                                                                        | Iowa 175 à la frontière de l'Iowa à Decatur                                                           | 1932  |                                              |
| N-52   | 25,89         | 41,67         | N-14 près de Fullerton                                                                       | N-91 près de Spalding                                                                                 | 1926  |                                              |
| N-53   | 12,04         | 19,38         | US 136 près de Gilead                                                                        | N-4 près de Daykin                                                                                    | 1977  |                                              |
| N-56   | 35,28         | 56,78         | US 281 près de Greeley                                                                       | N-39 près de Saint Edward                                                                             | 1926  |                                              |
| N-57   | 58,17         | 93,62         | N-91 près de Leigh N-98 près de Carroll                                                      | US 275 près de Stanton N-12 près de Hartington                                                        | 1957  | Route divisée en deux segments               |
| N-58   | 52,73         | 84,86         | US 281 près de Saint Paul                                                                    | N-70 près d'Arcadia                                                                                   | 1926  |                                              |
| N-59   | 37,49         | 60,33         | N-14 près de Creighton N-57 près de Coleridge                                                | US 81 près de Magnet US 20 / N-15 près de Laurel                                                      | 1926  | Route divisée en deux segments               |
| N-61   | 234,82        | 377,91        | K-161 à la frontière du Kansas près de Benkelman                                             | SD 73 à la frontière du Dakota du Sud près de Merriman                                                | 1926  |                                              |
| N-62   | 18,21         | 29,31         | N-50 près de Tecumseh US 75 près de Stella                                                   | N-105 près d'Elk Creek N-67 près de Shubert                                                           | 1933  | Route divisée en deux segments               |
| N-63   | 13,96         | 22,47         | US 34 près d'Eagle                                                                           | US 6 près d'Ashland                                                                                   | 1936  |                                              |
| N-64   | 44,57         | 71,73         | US 81 près de Columbus US 77 près de Fremont                                                 | N-15 près de David City US 75 à Omaha                                                                 | 1926  | Route divisée en deux segments               |
| N-65   | 15,23         | 24,51         | Bailey-Pawnee Road près de Pawnee City                                                       | N-4 à Table Rock                                                                                      | 1933  | Le segment sud de cette route est en gravier |
| N-66   | 83,55         | 134,46        | N-14 près de Central City N-15 près de Dwight US 77 près de Wahoo Walnut Street à Louisville | US 81 près de Stromsburg N-79 à Valparaiso Main Street à Louisville US 34 / US 75 près de Plattsmouth | 1926  | Route divisée en quatre segments             |
| N-67   | 66,49         | 107,01        | US 73 près de Verdon                                                                         | US 34 près de Nehawka                                                                                 | 1926  |                                              |
| N-68   | 11,34         | 18,25         | N-2 près de Ravenna                                                                          | N-58 à Rockville                                                                                      | 1933  |                                              |
| N-69   | 20,87         | 33,59         | US 34 près de Waco                                                                           | US 81 / N-92 à Shelby                                                                                 | 1977  |                                              |
| N-70   | 115,78        | 186,33        | N-2 / N-92 près de Broken Bow                                                                | N-14 à Elgin                                                                                          | 1960  |                                              |
| N-71   | 170,12        | 273,78        | CO 71 à la frontière du Colorado près de Kimball                                             | SD 71 à la frontière du Dakota du Sud près de Crawford                                                | 1962  |                                              |
| N-74   | 97,71         | 157,25        | N-10 à Minden                                                                                | N-15 près de Tobias                                                                                   | 1926  |                                              |
| N-78   | 20,02         | 32,22         | K-128 à la frontière du Kansas près de Guide Rock                                            | N-4 près de Lawrence                                                                                  | 1934  |                                              |
| N-79   | 60,36         | 97,14         | US 34 près de Lincoln                                                                        | N-91 à Snyder                                                                                         | 1934  |                                              |
| N-84   | 51,57         | 82,99         | N-14 à Verdigre                                                                              | N-15 près de Hartington                                                                               | 1934  |                                              |
| N-87   | 76,76         | 123,53        | N-2 à Alliance                                                                               | SD 407 à la frontière du Dakota du Sud près de Whiteclay                                              | 1934  |                                              |
| N-88   | 59,00         | 94,95         | WYO 151 à la frontière du Wyoming près de Harrisburg                                         | US 385 / N-92 à Bridgeport                                                                            | 1934  |                                              |
| N-89   | 72,51         | 116,69        | US 83 près de Danbury                                                                        | US 183 près d'Alma                                                                                    | 1934  |                                              |
| N-91   | 230,36        | 370,73        | N-2 près de Dunning                                                                          | US 30 / US 75 à Blair                                                                                 | 1934  |                                              |
| N-92   | 489,46        | 787,71        | WYO 92 à la frontière du Wyoming près de Lyman                                               | US 275 / Iowa 92 à la frontière de l'Iowa à Omaha                                                     | 1939  | Plus longue route du Nebraska                |
| N-94   | 17,92         | 28,84         | N-9 / N-16 à Pender                                                                          | US 75 près de Macy                                                                                    | 1934  |                                              |
| N-95   | 16,54         | 26,62         | N-11 près de Chambers                                                                        | US 281 près de Chambers                                                                               | 1934  |                                              |
| N-96   | 20,05         | 32,27         | US 183 près de Taylor                                                                        | N-91 près de Burwell                                                                                  | 1997  |                                              |
| N-97   | 140,78        | 226,56        | US 83 près de North Platte                                                                   | US 20 à Valentine                                                                                     | 1935  |                                              |
| N-98   | 20,46         | 32,93         | N-13 à Pierce                                                                                | N-35 près de Wayne                                                                                    | 1935  |                                              |
| N-99   | 13,05         | 21,00         | K-99 à la frontière di Kansas près de Burchard                                               | N-4 près de Burchard                                                                                  | 1935  |                                              |
| N-103  | 50,59         | 81,42         | N-8 près de Diller N-4 près de Plymouth                                                      | US 136 près de Diller I-80 près de Pleasant Dale                                                      | 1935  | Route divisée en deux segments               |
| N-109  | 16,07         | 25,86         | US 77 / N-92 à Wahoo                                                                         | US 77 près de Fremont                                                                                 | 1935  |                                              |
| N-110  | 2,26          | 3,64          | N-35 près de Dakota City                                                                     | US 20 près de South Sioux City                                                                        | 1936  |                                              |
| N-112  | 15,69         | 25,25         | K-148 à la frontière di Kansas près d'Odell                                                  | US 77 près de Blue Springs                                                                            | 1939  |                                              |
| N-116  | 6,60          | 10,62         | N-15 près de Concord                                                                         | US 20 près de Dixon                                                                                   | 1941  |                                              |
| N-121  | 55,03         | 88,56         | N-32 près de Madison N-13 près de Pierce N-12 près de Crofton                                | US 275 près de Battle Creek N-84 près de Bloomfield US 81 près de Crofton                             | 1941  | Route divisée en trois segments              |
| N-128  | 16,84         | 27,10         | N-50 près de Syracuse                                                                        | US 75 près de Nebraska City                                                                           | 1941  |                                              |
| N-133  | 19,18         | 30,87         | US 6 à Omaha                                                                                 | US 30 à Blair                                                                                         | 1947  |                                              |
| N-137  | 29,74         | 47,86         | US 20 à Newport                                                                              | SD 47 à la frontière du Dakota du Sud près de Naper                                                   | 1950  |                                              |
| N-370  | 16,16         | 26,01         | US 6 / N-31 à Gretna                                                                         | US 75 à Bellevue                                                                                      | 1953  |                                              |
|        |               |               |                                                                                              | |       |                                              |